# Teresa Lanceta Aragonés
Teresa Lanceta Aragonés (Barcelona, 1 de juliol de 1951) és una artista catalana que treballa el tèxtil, la pintura, el vídeo i l'escriptura. Ha investigat sobre l'art popular tèxtil al Marroc, el treball de les dones en la indústria tabaquera i la catifa espanyola del segle xv.

## Trajectòria
Llicenciada en Història Moderna i Contemporània en la Universitat de Barcelona, es va doctorar en Història de l'Art en la Universitat Complutense de Madrid. En els anys 70 va començar a teixir, concebent com a art el que tradicionalment s'havia considerat artesania. Aviat va començar a interessar-se per les dones teixidores, especialment les marroquines.
Un dels seus primers projectes va ser La catifa vermella, que va exhibir en el Museu Tèxtil i de la Indumentària de Barcelona el 1989. L'any 2000 va exposar en el Museu Reina Sofia de Madrid Tejidos marroquies, mostra que posava en diàleg peces de teixidores de diferents zones del Marroc amb les seves pròpies i uns mesos després es va exposar a la Villa des Arts de Casablanca. Aquest mateix any es va celebrar l'exposició Teixida abstracció en el Museu d'Art Contemporani d'Eivissa i en el Museu de Terol.
El 2011 va presentar Cierre es la respuesta, un documental sobre les treballadores de l'antiga fàbrica de tabacs d'Alacant. Sobre el mateix tema va publicar dos anys després el llibre Dones i indústria tabaquera a Alacant, que va rebre el Premi Bernat Capó d'estudis etnogràfics.
Amb la mostra El paso del Ebro, a la Galeria Espcio Mínimo de Madrid el 2015, explicava el viatge que feia cada setmana d'Alacant a Barcelona, anada i tornada, i en el qual travessava el lloc on va succeir la batalla de l'Ebre el 25 de juliol de 1938, un combat especialment sagnant de la Guerra Civil Espanyola del qual havia sentit parlar des de petita per familiars que procedien d'aquesta zona. Són cinc teixits que representen els cinc mesos de la batalla, al costat de dues sèries de cent quinze fotografies, tretes des del tren en cada trajecte que corresponen als cent quinze dies de la batalla. El projecte s'acompanyava d'un vídeo i una narració dedicada a la seva tia Teresina.
L'any 2016 va presentar a la Casa Encendida de Madrid Adiós al rombo, que feia referència les tradicions tèxtils de les teixidores de l'Atles Mitja i incloïa tapissos, pintures, dibuixos, un text i vídeos realitzats a partir d'entrevistes amb dones de la zona o amb els seus familiars a Espanya.Mesos després la mostra es va traslladar a l'Azkuna Zentroa de Bilbao.
En 2019 va tornar a la galeria Espacio Mínimo per presentar La alfombra española del siglo XV, una trentena de dibuixos, pintures i tapissos amb els quals resignificava la indústria d'inspiració i execució morisca que hi havia a Albacete, Conca i Toledo en aquest segle.
També ha participat en exposicions col·lectives, entre d'altres a: al Gezira Art Center del Caire, el Museu d’Angers-Université Le Mirail de Tolosa, (2009); en la 31 Biennal de São Paulo (2014); el Centro de Arte Dos de Mayo, (2016); en la 57a Biennal de Venècia (2017); al Bombes Gens (2017-18), i en el Museu d'Art Contemporani de Barcelona (MACBA), amb l'exposicíó Teixir com a codi obert, (2022).
Ha estat professora en la Escola Massana de Barcelona entre 2013 i 2020 i col·labora en el projecte Els oficis del Raval, impulsat pel MACBA, l'associació Diàlegs de dona i l'IES Miquel Tarradell. Escriu assíduament en la revista Concreta.